# Angela Rusu
Angela Rusu  (n. 1974, Gherla) este o cântăreață română de muzică populară. A debutat în 7 martie 2000 și în prezent lucrează la casa de discuri BIG MAN. Este cunoscută pentru că interpretează cântece din zona Gherlei.

## Discografie
- Tăte șogorițele (Electrecord) (2001)
- La multă lume am cântat (2005)
- Spune-mi tu inima mea (Spiros Galați)(2006)
- Haideți să ne veselim (2002)
- De la zaibar oltenesc (2005)
- Așa este viața (EuroMusic) (2006)
- Sculați boieri mari - Colinde
- Joacă omul și bea
- Dor de mamă, dor de țară,
- În noaptea Sfântă de Crăciun (cu Vali Tănase) (Spiros Galați) (2007) - Colinde
- Angela Rusu Azi pun preț pe viața mea (Spiros Galați) (2007)
- Angela Rusu Best of (Taifasuri numărul 181) (14 august 2008)
- DVD Angela Rusu Trec anii mei... scos de (Big Man) (2012)
- Angela Rusu M-am împrietenit cu viața (Spiros Galați și distribuit cu ziarul Libertatea) (21 august 2012)
- Angela Rusu Trec zilele omului scos de Euromusic Cluj-Napoca (Taifasuri numărul 553) (26 noiembrie 2015)